# Rômulo Antônio Viegas
Rômulo Antônio Viegas (São João del - Rei, 22 de junho de 1954) é Engenheiro Civil e exerceu, de 1º de fevereiro de 2011 a 1° de fevereiro de 2015, mandato de deputado estadual em Minas Gerais.

## Formação e atuação profissional
Rômulo é Engenheiro civil por formação e professor aposentado da Universidade Federal de São João del-Rei, atuando em disciplinas de cálculo e matemática nos cursos de Ciências Contábeis, Administração, Ciências Econômicas e Engenharias, tendo sido Vice-Diretor de Assuntos Comunitários (1986-1988) e Pró-Reitor de Administração (1998-2003).

## Carreira política
Rômulo Viegas foi vereador de São João del-Rei de 1982 a 1988, onde ocupou a cadeira de Presidente da Câmara de Vereadores em 1985 e 1986. Foi eleito prefeito de São João del-Rei para o mandato de 1989 a 1992, quando também ocupou o cargo de Presidente da Associação dos Municípios da Microrregião dos Campos das Vertentes (AMVER) de 1990 a 1992.
A convite do então governador Aécio Neves, ocupou o cargo de subsecretário do Trabalho e Ação Social do Estado de Minas Gerais no primeiro mandato do Governador Aécio Neves e Presidente do Conselho Estadual de Assistência Social nos anos de 2003 e 2004.
Se candidatou à deputado estadual em Minas Gerais nas eleições de 2006, obtendo cerca de 38 mil votos, não suficientes para assumir uma cadeira no legislativo mineiro.
Em 2007 assumiu a Subsecretaria de Desenvolvimento Regional e Urbano do Estado de Minas Gerais no segundo mandato do governador Aécio Neves, deixando o cargo em fevereiro de 2010, em respeito a Lei Eleitoral, que exige descompatibilização dos políticos que se candidatam às eleições.
Em 2010 é eleito deputado estadual, com 57.691 votos, tomando posse em 1º de fevereiro na 17ª legislatura da Assembleia Legislativa do Estado de Minas Gerais.
Em 2025 foi nomeado pelo prefeito de São João del-Rei, Aurélio Suenes de Resende, para Diretor Geral do Departamento Autônomo Municipal de Água e Esgoto (DAMAE).